# Euanisous notabilis
Euanisous notabilis är en insektsart som beskrevs av Andrej Vasiljevitj Gorochov 2001. Euanisous notabilis ingår i släktet Euanisous och familjen vårtbitare. Inga underarter finns listade i Catalogue of Life.